# Гоулд Коуст
Гоулд Коуст (енгл. Gold Coast) је град у Квинсленду у Аустралији.Скраћено GC. Према попису из 2006. у граду је живело 454.436 становника. Други је град по величини у држави и шести по величини у Аустралији.
Овде се налази Q1 (зграда).

## Становништво
Према попису, у граду је 2006. живело 454.436 становника.
| 1991.   | 1996.   | 2001.   | 2006.   |
| ------- | ------- | ------- | ------- |
| 256.275 | 311.932 | 421.557 | 454.436 |

## Партнерски градови
- Дубаи
- Нетанја
- Крф
- Тајпеј
- Нумеа
- Медељин
- Префектура Канагава